# David Wetherall
David Wetherall (Sheffield, 14 maart 1971) is een Engels voormalig betaald voetballer die als centrale verdediger speelde. Hij won de Engelse landstitel als speler van Leeds United in 1992. Wetherall was profvoetballer van 1989 tot 2008 en speelde acht seizoenen voor Leeds, waarvan zeven seizoenen in de Premier League. Na zijn vertrek bij Leeds was hij tot aan het einde van zijn loopbaan verbonden aan Bradford City. 

## Clubcarrière

### Sheffield Wednesday
Wetherall begon zijn carrière bij eersteklasser Sheffield Wednesday in 1989, maar speelde niet onder manager Ron Atkinson. In 1991 verliet hij de club zonder één competitieduel te hebben afgewerkt. 

### Leeds United
Wetheralls carrière kwam pas helemaal van de grond nadat hij de vorige Sheffield Wednesday-manager, Howard Wilkinson, was gevolgd naar Leeds United. Wilkinson gaf hem zijn kans en Wetherall speelde Chris Whyte uit het elftal. Hij werd een sterkhouder in de achterhoede van Leeds. Eerst met Chris Fairclough of Jon Newsome en de backs Tony Dorigo en Gary Kelly en later als partner van Kelly, Carlton Palmer en Lucas Radebe. Reeds in zijn eerste seizoen werd Wetherall kampioen van de First Division, de voorloper van de Premier League; het afsluitende seizoen voor de oprichting van dat laatste. Leeds, destijds met Gordon Strachan als aanvoerder, dankte zijn landstitel aan aanvallers Lee Chapman en Rod Wallace die respectievelijk 16 en 11 doelpunten scoorden in competitieverband. 
In het seizoen 1995/1996 stonden Wetherall en zijn ploeggenoten in de finale van de League Cup. Leeds, naast Wetherall ook met spelers als middenvelders Gary Speed en Gary McAllister, en aanvallers Brian Deane en Tony Yeboah, verloor in die finale met 3–0 cijfers van Aston Villa. Na dat seizoen verliet succescoach Howard Wilkinson na acht seizoenen de club. Voormalig Arsenal-coach George Graham was zijn vervanger en Wetherall was nog steeds van de partij. Wetherall miste in die periode amper een wedstrijd. 

### Bradford City
Na acht seizoenen en meer dan 250 wedstrijden voor Leeds, tekende de centrale verdediger in 1999 een contract bij Bradford City, dat jaar promovendus van de Premier League. In zijn eerste seizoen wist Wetherall de club te verzekeren van het behoud, maar aan het einde van het seizoen 2000/2001 zakte de club uit de Premier League. Na de degradatie bleef Wetherall nog zeven jaar actief bij de club. Wetherall, aanvoerder van Bradford sinds het pensioen van middenvelder en boegbeeld Stuart McCall (die zijn trainer werd en hem tot aanvoerder benoemde), beëindigde zijn carrière in 2008, op 37-jarige leeftijd. 

## Erelijst
| Competitie        |              |              |
| Competitie        | Aantal       | Jaren        |
| Leeds United      | Leeds United | Leeds United |
| ----------------- | ------------ | ------------ |
| First Division    | 1×           | 1991/92      |
| FA Charity Shield | 1×           | 1992         |